# Neopetrobia hispida
Neopetrobia hispida är en spindeldjursart som beskrevs av Meyer 1974. Neopetrobia hispida ingår i släktet Neopetrobia och familjen Tetranychidae. Inga underarter finns listade i Catalogue of Life.